# Kompostovatelné odpadové sáčky
Kompostovatelné odpadové sáčky se vyrábějí z papíru a nebo z kompostovatelného plastu. Používají se ke sběru biologicky rozložitelných odpadů a pro následné kompostování kdy je sáček zkompostován i s obsahem. Při uložení sáčku na kompost proto není nutné sáček vysypávat. Je však vhodné ho do kompostu zahrnout aby se optimalizoval proces degradace sáčku.